# Un giorno di sole (album)
| Recensione       | Giudizio |
| ---------------- | -------- |
| All Music Italia |          |
| Rockol           |          |

Un giorno di sole è il secondo album in studio della cantante italiana Chiara, pubblicato il 7 ottobre 2014 dalla Sony Music.

## Descrizione
Anticipato dal singolo omonimo, scritto per lei da Daniele Magro e pubblicato per il download digitale il 5 settembre 2014, Un giorno di sole contiene 11 brani che portano la firma di artisti vari, quali Virginio, Pacifico, Davide Simonetta, Dimartino, Daniele Magro e Dardust.

Riguardo sia all'album che al singolo apripista, la stessa Chiara ha commentato:

### Riedizione
In concomitanza con l'annuncio della partecipazione di Chiara al Festival di Sanremo 2015, la Sony Music ha rivelato la pubblicazione della riedizione dell'album, intitolata Un giorno di sole straordinario. Pubblicato il 12 febbraio 2015, la riedizione contiene in più due cover e due brani inediti, tra cui Straordinario, brano scritto da Ermal Meta e Gianni Pollex presentato dalla cantante alla manifestazione canora e pubblicato come singolo il giorno prima, e L'uomo senza cuore, dove per la prima volta è autrice del testo (scritto nel 2007) sempre su musica di Meta.

## Tournée
Per la promozione dell'album, Chiara ha intrapreso lo Straordinario Tour, suddiviso in due parti: una primaverile e una estiva. La prima parte ha visto la cantante esibirsi nei teatri più importanti d'Italia e si è concluso il 9 maggio 2015 al Gran Teatro Geox di Padova. La seconda parte, partita il 19 giugno 2015 dallo Sferisterio di Macerata, si è conclusa il 15 agosto 2015 a Rossano in Piazza Steri.
Nella scaletta del tour sono stati inseriti tutti i brani dell'album con l'aggiunta di alcuni tratti dal primo album Un posto nel mondo e alcune cover, come Titanium di David Guetta e Over the Rainbow.

## Tracce

### Un giorno di sole
1. Un giorno di sole – 3:12 (Daniele Magro)
2. Siamo adesso – 3:44 (testo: Pacifico – musica: Chiara Galiazzo, Emiliano Cecere, Fabio Campedelli)
3. Il rimedio la vita e la cura – 3:46 (Daniele Magro)
4. Che valore dai – 3:12 (Antonio Di Martino, Dario Faini)
5. La vita è da vivere – 3:25 (testo: Ermal Meta – musica: Ermal Meta, Antonio Filippelli)
6. Il meglio che puoi dare – 3:23 (Ermal Meta, Dario Faini)
7. Nomade – 2:55 (Daniele Magro)
8. Ruba l'amore – 2:48 (Piero Romitelli, Davide Simonetta)
9. Amore infinito – 3:21 (Niccolò Verrienti)
10. Il senso di noi – 3:40 (Piero Romitelli, Davide Simonetta)
11. Qualcosa resta sempre – 4:10 (testo: Virginio – musica: Chris Loco, Natalia Hajjara, Philippe Marc Anquetil)

Traccia bonus nell'edizione di iTunes
1. Un giorno di sole (Alternative Version) – 3:55 (Daniele Magro)

### Un giorno di sole straordinario
1. Straordinario – 3:10 (Ermal Meta, Gianni Pollex)
2. Un giorno di sole – 3:11 (Daniele Magro)
3. Il rimedio la vita e la cura – 3:46 (Daniele Magro)
4. L'uomo senza cuore – 3:18 (Chiara Galiazzo, Ermal Meta)
5. Amore infinito – 3:20 (Niccolò Verrienti)
6. La vita è da vivere – 3:25 (testo: Ermal Meta – musica: Ermal Meta, Antonio Filippelli)
7. Qualcosa resta sempre – 4:10 (testo: Virginio Simonelli – musica: Chris Loco, Natalia Hajjara, Philippe Marc Anquetil)
8. Il volto della vita – 2:55 (testo: Claudio Daiano, Mogol – musica: David McWilliams) – cover di Days of Pearly Spencer originariamente interpretata in italiano da Caterina Caselli
9. Nomade – 2:55 (Daniele Magro)
10. Il meglio che puoi dare – 3:23 (Ermal Meta, Dario Faini)
11. Siamo adesso – 3:44 (testo: Pacifico – musica: Chiara Galiazzo, Emiliano Cecere, Fabio Campedelli)
12. Che valore dai – 3:12 (Antonio di Martino, Dario Faini)
13. Ruba l'amore – 2:48 (Piero Romitelli, Davide Simonetta)
14. Il senso di noi – 3:40 (Piero Romitelli, Davide Simonetta)
15. Titanium – 3:58 (testo: Sia Furler – musica: David Guetta, Giorgio Tuinfort, Afrojack) – originariamente interpretata da David Guetta

## Formazione
Musicisti
- Chiara – voce
- Fabrizio Ferraguzzo – chitarra elettrica, chitarra acustica, lap steel guitar, chitarra resofonica, basso, banjo, ukulele
- Max Elli – chitarra elettrica, chitarra acustica
- Lucio Enrico Fasino – basso
- Roberto Cardelli – pianoforte, tastiera, sintetizzatore
- Luca Pellegrini – batteria, percussioni, programmazione, sintetizzatore
- Nik Taccori – batteria, percussioni
- Daniele Magro – cori
- Giovanni Maria Lori – arrangiamento strumenti ad arco
- Guido Rimonda – violino

Produzione
- Fabrizio Ferraguzzo – produzione
- Fabrizio Argiolas – registrazione strumenti ad arco

## Classifiche
Un giorno di sole
| Classifica (2014) | Posizione massima |
| ----------------- | ----------------- |
| Italia            | 4                 |

Un giorno di sole straordinario
| Classifica (2015) | Posizione massima |
| ----------------- | ----------------- |
| Italia            | 16                |